# Шахрестан
Шахрестан (на персийски: شهرستان) е административно-териториална единица, съставна част на провинции (остани) в Иран. Наименованието на шахрестана съвпада с това на неговия централен град. Шахрестан се управлява от местен административен орган, който се нарича фармандари и се намира в централния град на шахрестана. Начело на администрацията стои фармандар (на персийски: فرماندار), който е назначен от губернатора на провинцията. Всеки шахрестан се дели на административно-териториални единици, наречени бахши (на персийски: بخش). Един бахш включва градове и дехестани (на персийски: دهستان) и има своя администрация и управител бахшдар (на персийски: بخشدار). Дехестан е административно обединение на група села, които имат общо местно управление (дехдари) и управител дехдар (на персийски: دهدار).

## Илюстрираща схема
Административното деление на провинциите е илюстрирано в таблицата. Като пример се разглежда провинция, която е разделена на два шахрестана. Шахрестан 1 е разделен на 3 бахша: централен, бахш 1 и бахш 2. Централният бахш включва два града и един дехестан (Дех 1). Единият от градовете е административният център на провинцията. Дехестанът на централния бахш обединява 4 села (С1, С2, С3, С4). Бахш 1 включва един град и един дехестан (Дех 2), който обединява две села (С5 и С6). Бахш 2 съдържа само един дехестан (Дех 3). Шахрестан 2 е пример за минимален шахрестан, който има само един град. Този град заедно с прилежащите му територии формира един бахш, който по естествен начин е централен.
| Провинция (остан) | Шахрестан   | Бахш      | Град/ Дех | Села           |
| ----------------- | ----------- | --------- | --------- | -------------- |
| Провинция         | Шахрестан 1 | Централен | Град 1(ц) |                |
| Провинция         | Шахрестан 1 | Централен | Град 2    |                |
| Провинция         | Шахрестан 1 | Централен | Дех 1     | С1, С2, С3, С4 |
| Провинция         | Шахрестан 1 | Бахш 1    | Град 3    |                |
| Провинция         | Шахрестан 1 | Бахш 1    | Дех 2     | С5, С6         |
| Провинция         | Шахрестан 1 | Бахш 2    | Дех 3     | С7, С8, с9     |
| Провинция         | Шахрестан 2 | Централен | Град 4    |                |

## Шахрестани на провинцияАзербайджан Западен
- Букан
- Махабад
- Маку
- Миандоаб
- Накаде
- Орумийе
- Ошнавийе
- Пираншахр
- Селмас
- Сардащ
- Текаб
- Хой
- Чалдоран
- Шахиндеж

## Шахрестани на провинцияАзербайджан Източен
- Аджабшир
- Азаршахр
- Ахар
- Бонаб
- Бостанабад
- Варзекан
- Джулфа
- Калейбар
- Маранд
- Малекан
- Мараке
- Мейане
- Оску
- Сераб
- Табриз
- Харис
- Хащруд
- Чароймак
- Шабестар

## Шахрестани на провинцияАлборз
- Карадж
- Назарабад
- Саводжболак
- Талекан
- Ещехард

## Шахрестани на провинцияАрдабил
- Ардабил
- Билесевар
- Герми
- Коусар
- Мешкиншахр
- Намин
- Нир
- Парсабад
- Халхал

## Шахрестани на провинцияБушер
- Асалуйе
- Бушер
- Ганаве
- Дайер
- Дейлам
- Дащи
- Дащестан
- Джам
- Канган
- Тангестан

## Шахрестани на провинцияГилян
- Амлаш
- Астанейе Ашрафийе
- Астара
- Бендере Ензели
- Лахиджан
- Ленгеруд
- Масал
- Резваншахр
- Рещ
- Рудбер
- Рудсер
- Сиахкал
- Совме Сара
- Талеш
- Фуман
- Шафт

## Шахрестани на провинцияГолестан
- Азадшахр
- Акала
- Алиабад
- Бендере Газ
- Бандаре Торкаман
- Галикеш
- Гонбаде Кавус
- Гомишан
- Горган
- Колале
- Кордкуй
- Мараветапе
- Минудащ
- Рамиан

## Шахрестани на провинцияЗанджан
- Абхар
- Занджан
- Иджруд
- Махнешан
- Таром
- Ходабанде
- Хорамдаре

## Шахрестани на провинцияИлам
- Абданан
- Дарешахр
- Дехлоран
- Ейван
- Илам
- Малекшахи
- Мехран
- Ширвано Чердавел

## Шахрестани на провинцияИсфахан
- Aрдестан
- Арано Бидгол
- Борхар
- Голпайеган
- Дехакан
- Исфахан
- Кашан
- Ленджан
- Мобареке
- Наин
- Натанз
- Наджафабад
- Семиром
- Тирано Корун
- Ферейдан
- Фалаварджан
- Ферейдуншахр
- Хоро Бийабанак
- Хансар
- Хомейнишахр
- Чадеган
- Шахиншахро Мейме
- Шахреза

## Шахрестани на провинцияЯзд
- Aрдестан
- Абаркух
- Ардекан
- Бахабад
- Бафк
- Язд
- Мейбод
- Мехриз
- Садук
- Табаз
- Тафт
- Хатам

## Шахрестани на провинцияКазвин
- Абийек
- Алборз
- Буинзахра
- Казвин
- Такестан

## Шахрестани на провинцияКерман
- Анар
- Анбарабад
- Бам
- Бардсир
- Бафт
- Джирофт
- Заранд
- Калейе Гандж
- Кахнудж
- Керман
- Кухбонан
- Мануджан
- Рабар
- Равар
- Рафсанджан
- Рейган
- Рудбаре Джонуб
- Сирджан
- Фахрадж
- Шахре Бабак

## Шахрестани на провинцияКерманшах
- Гилане Карб
- Далаху
- Джаванруд
- Исламабаде Карб
- Касре Ширин
- Кангавар
- Керманшах
- Паве
- Равансар
- Соласе Бабаджани
- Сарполе Захаб
- Сахне
- Сонкор
- Харсин

## Шахрестани на провинцияКохгилуйе и Бойер Ахмед
- Бащ
- Бахмаи
- Бойер Ахмед
- Гачсаран
- Дена
- Кохгилуйе
- Черам

## Шахрестани на провинцияКум
- Кум

## Шахрестани на провинцияКюрдистан
- Бане
- Биджар
- Дивандаре
- Камйаран
- Корве
- Мериван
- Сакез
- Санандадж
- Сервабад

## Шахрестани на провинцияЛурестан
- Алигударз
- Азна
- Боруджерд
- Делфан
- Доруд
- Доуре
- Кухдащ
- Поль-Дохтар
- Селселе
- Хоремабад

## Шахрестани на провинцияМазандаран
- Абас Абад
- Амол
- Бабол
- Баболсар
- Бехшахр
- Галуга
- Джуйбар
- Каемшахр
- Махмудабад
- Mийандоруд
- Нека
- Ноушахр
- Нур
- Рамсар
- Сари
- Савадкух
- Тонекабон
- Ферейдункенар
- Чалус

## Шахрестани на провинцияМаркази
- Арак
- Ащиан
- Делиджан
- Зарандийе
- Комиджан
- Махалат
- Саве
- Тафреш
- Хомейн
- Шазенд

## Шахрестани на провинцияСемнан
- Арадан
- Гармсар
- Дамкан
- Майами
- Мехдишахр
- Семнан
- Шахруд

## Шахрестани на провинцияСистан и Белуджистан
- Далган
- Забол
- Зехак
- Захедан
- Ираншахр
- Конарак
- Мехрестан
- Никшахр
- Сараван
- Сарбаз
- Сиб Соран
- Хаш
- Хирманд
- Чабахар

## Шахрестани на провинцияТехеран
- Варамин
- Дамаванд
- Исламшахр
- Карадж
- Кодс
- Назарабад
- Пакдащ
- Рей
- Робат Карим
- Саводжболаг
- Техеран
- Фирузкух
- Шахрияр
- Шемиранат

## Шахрестани на провинцияФарс
- Абаде
- Арсанджан
- Баванат
- Гераш
- Дараб
- Джахром
- Еклид
- Естехбан
- Зариндащ
- Кавар
- Казерун
- Киро Карзин
- Ламерд
- Ларестан
- Мамасани
- Марвдащ
- Мехр
- Нейриз
- Пасаргад
- Ростам
- Сарвестан
- Сепидан
- Фарашбанд
- Фаса
- Фирузабад
- Хераме
- Хондж
- Хорамбид
- Шираз

## Шахрестани на провинцияХамадан
- Асадабад
- Бехар
- Кабудараханг
- Малайер
- Нехавенд
- Разан
- Туйсеркан
- Хамадан

## Шахрестани на провинцияРазави Хорасан
- Баджестан
- Бардаскан
- Бахарз
- Гонабад
- Даварзан
- Даргаз
- Джовин
- Джогатай
- Заве
- Калат
- Кашмер
- Кучан
- Махвелат
- Машхад
- Нишапур
- Ращхар
- Сабзевар
- Сарахс
- Тайбад
- Торбате Джам
- Торбате Хейдарие
- Торкабе Шандиз
- Фариман
- Фирузе
- Халилабад
- Хаф
- Хошаб
- Ченаран

## Шахрестани на провинцияСеверен Хорасан
- Боджнурд
- Герме
- Джаджром
- Исфарайен
- Мане ва Самалкан
- Фародж
- Ширван

## Шахрестани на провинцияЮжен Хорасан
- Бирджанд
- Бошруйе
- Дармиан
- Kайен
- Нехбандан
- Сарайан
- Сарбише
- Фердоус

## Шахрестани на провинцияХормозган
- Абумуса
- Бастак
- Бандар Аббас
- Бандар Ленге
- Бешагерд
- Джаск
- Кешм
- Минаб
- Парсиан
- Рудан
- Сейрик
- Хаджиабад
- Хамир

## Шахрестани на провинцияХузестан
- Абадан
- Андика
- Андимешк
- Ахваз
- Бави
- Багмалек
- Бехбехан
- Гетвенд
- Даще Азадеган
- Дезфул
- Изе
- Лали
- Масджеде Солейман
- Махшахр
- Омидийе
- Рамхормоз
- Рамшир
- Хафтгол
- Хендиджан
- Ховейзе
- Хорамшахр
- Шадеган
- Шуш
- Шущер

## Шахрестани на провинцияЧахармахал и Бахтияри
- Ардал
- Боруджен
- Кухранг
- Лордеган
- Фарсан
- Шахре Корд